# Список глав государств в 493 году
Список глав государств в 492 году — 493 год — Список глав государств в 494 году — Список глав государств по годам

## Африка
- Королевство вандалов и аланов — Гунтамунд, король (484 — 496)

## Америка
- Баакульское царство — Буц’ах Сак Чи’к, священный владыка (487 — 501)
- Мутульское царство (Тикаль) — Чак-Ток-Ичак III, царь (ок. 485 — 508)

## Азия
- Гаоцзюй — Афучжило, правитель (485 — 496)
- Гассаниды — аль-Харит IV ибн Хийр, царь (486 — 512)
- Дханьявади — Тюрия Мокха, царь[англ.] (492 — 513)
- Жужаньский каганат — Юйцзюлюй Нагай, каган (492 — 506)
- Иберия — Вахтанг I Горгасал, царь (447 — 502)
- Индия — 
  - Вакатака — Харишена, махараджа (475 — 500)
  - Вишнукундина — Мадхав Варма, царь[лит.] (461 — 508)
  - Гупта — Будхагупта, махараджа (475 — 500)
  - Западные Ганги — Авинита, махараджа (469 — 529)
  - Кадамба — Равиварма, царь (485 — 519)
  - Маитрака — Дхарасена I, махараджа[англ.] (ок. 493 — ок. 499)
  - Паллавы (Анандадеша) — Нандиварман I, махараджа (488 — 500)
- Кавказская Албания — Вачаган III Благочестивый, царь (487 — 510)
- Камарупа — Махендраварман, царь (470 — 494)
- Кинда — аль-Харит Талабан ибн Амр, царь (489 — 528)
- Китай (Период Южных и Северных династий) — 
  - Северная Вэй — Сяо Вэнь-ди (Юань Хун), император (471 — 499)
  - Южная Ци — 
    - У-ди (Сяо Цзэ), император (482 — 493)
    - Юйлинь-ван (Сяо Чжаое), император (493 — 494)
- Корея (Период Трех государств):
  - Конфедерация Кая — Кёмджи, ван (492 — 521)
  - Когурё — Мунджамён, тхэван (491 — 519)
  - Пэкче —  Тонсон, король (479 — 501)
  - Силла — Соджи, марипкан (479 — 500)
- Лазика (Эгриси) — Дамназ, король (ок. 468 — ок. 522)
- Лахмиды (Хира) — аль-Мундир II ибн аль-Мундир, царь (490 — 497)
- Паган — Тюе, король[англ.] (439 — 494)
- Персия (Сасаниды) — Кавад I, шахиншах (488 — 496, 499 — 531)
- Раджарата (Анурадхапура) — Кашияпа I, король (473 — 495)
- Тарума — Индраварман, царь (455 — 515)
- Тогон — Муюн Фулянчоу, правитель (490 — 540)
- Тямпа — Фан Жунонг, князь (ок. 492 — ок. 498)
- Фунань — Джаяварман, король (478 — 514)
- Химьяр — Абд-кулалум, царь (490 — 495)
- Эфталиты (Белые гунны) — Торанама, хан (ок. 490 — 515)
- Япония — Нинкэн, император (488 — 498)

## Европа
- Англия —
  - Бринейх — Дивнуал, король (460 — 510)
  - Думнония — Герайнт ап Эрбин, король (480 — 508)
  - Кент — Эск, король (488 — 512)
  - Мерсия — Икел, король (488 — ок. 501)
  - Пеннины — Артуис ап Мор, король (470 — ок. 500)
  - Регед — Мейрхион Гул, король (ок. 490 — ок. 535)
  - Сассекс — Элла, король (477 — 514)
  - Эбрук — Эйнион ап Мор, король (470 — 495)
  - Элмет — Масгвид Глофф, король (460 — 495)
  - Эссекс — Сэкса, король (493 — 508)
- Арморика — Будик I, король (464 — 501)
- Бургундское королевство — 
  - Гундобад, король (Верховный король) (473 — 516)
  - Годегизель, король (Женева) (473 — 501)
- Вестготское королевство — Аларих II, король (484 — 507)
- Византийская империя — Анастасий I, император (491 — 518)
- Гепиды — Траспстила, король (490 — 504)
- Гунны — Эрнак, царь (469 — 503)
- Ирландия — Лугайд, верховный король (482 — ок. 507)
  - Айлех — Муйрхертах, король (489 — 534)
  - Коннахт — Дауи Тенге Ума мак Бриойн, король (482 — 502)
  - Лейнстер — Фроэхе, король (485 — 495)
  - Мунстер — Эохайд, король (492 — 523)
  - Ольстер — Эохед мак Моредах, король (489 — 509)
- Италия — Одоакр, король (476 — 493)
- Остготов королевство (Италия) — Теодорих Великий, король (493 — 526)
- Папский престол — Геласий I, папа римский (492 — 496)
- Рипуарские франки — Сигиберт Хромой, королькороль (483 — 507)
- Салические франки — Хлодвиг I, король (481 — 511)
- Свевов королевство (Галисия) — Веремунд, король (ок. 485 — ок. 500)
- Тюрингия — Бизин, король (ок. 455 — ок. 507)
- Уэльс —
  - Брихейниог — Райн Краснолицый, король (ок. 490 — 510)
  - Гвент — Теудриг Святой, король (ок. 490 — ?)
  - Гвинед — Эйнион Пылкий, король (ок. 460 — ок. 500)
  - Гливисинг — Гвинлиу Бородатый, король (480 — 523)
  - Дивед — Айргол Длиннорукий, король (455 — 495)
  - Поуис — Касанаут, король (480 — 519)
- Швеция — Эгил, король (ок. 490 — ок. 515)
- Шотландия —
  - Галвидел — Тутагуал, король (485 — ок. 505)
  - Дал Риада — Лоарн, король (474 — 495)
  - Пикты — Нехтон I, король (484 — 508)
  - Стратклайд (Альт Клуит) — Клинох ап Думнагуал, король (ок. 490 — ?)

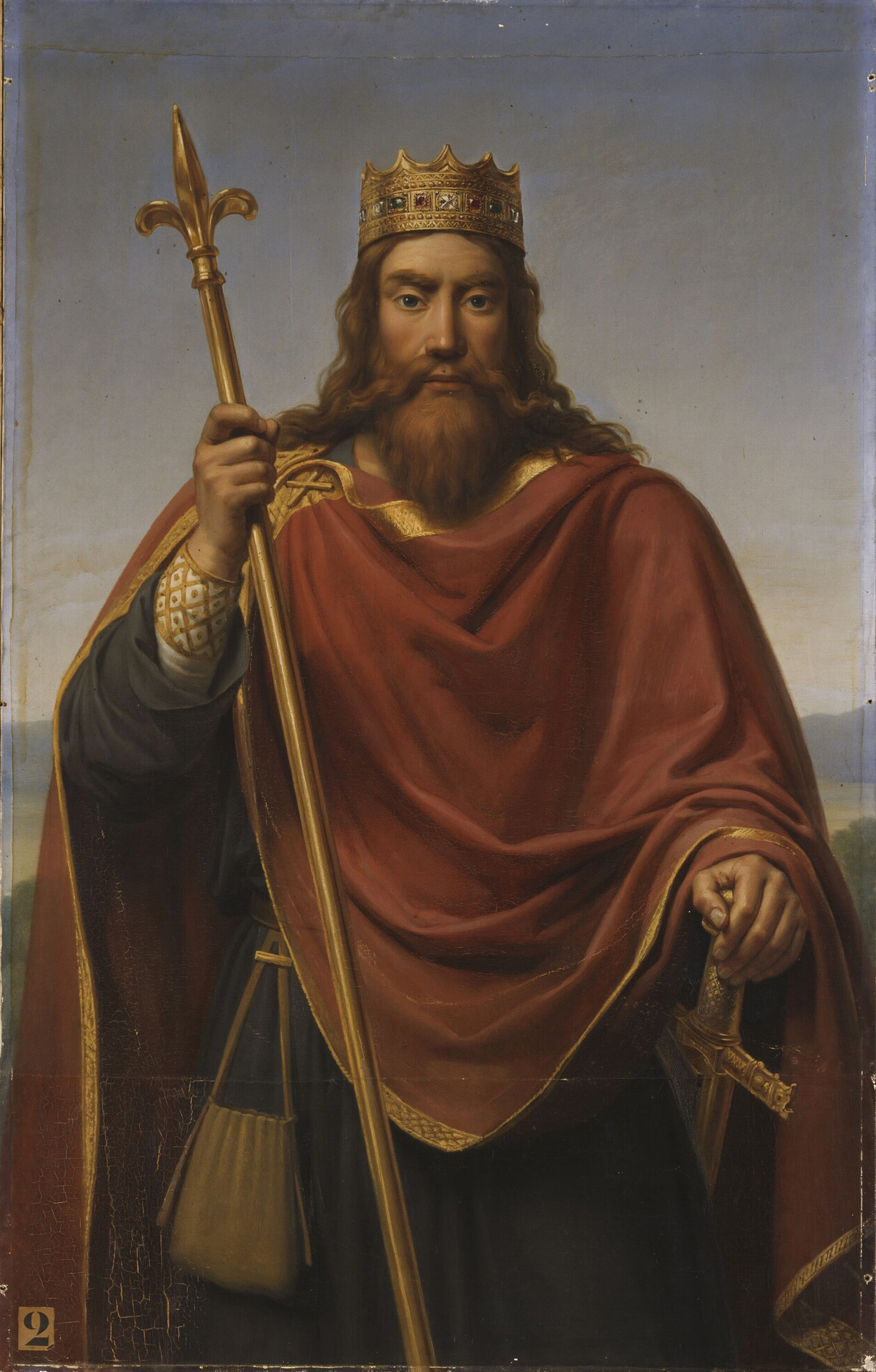
Хлодвиг I 481-511 Король салических франков
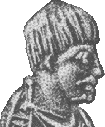
Одоакр 476-493 Король Италии
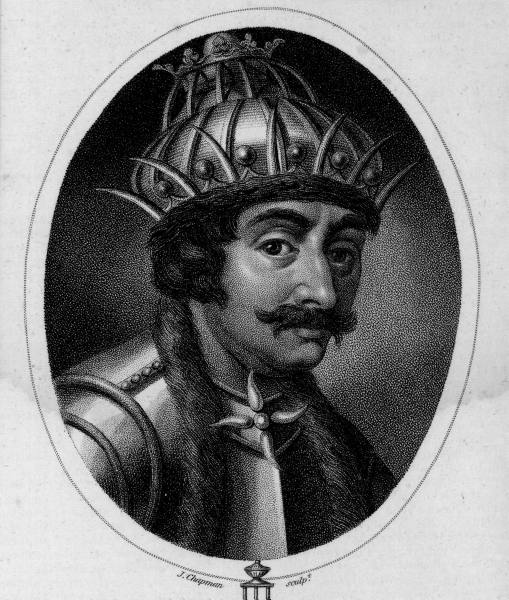
Теодорих Великий 474-526 Король остготов
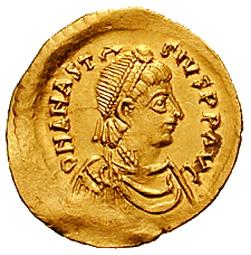
Анастасий I 491-518 Император Византии
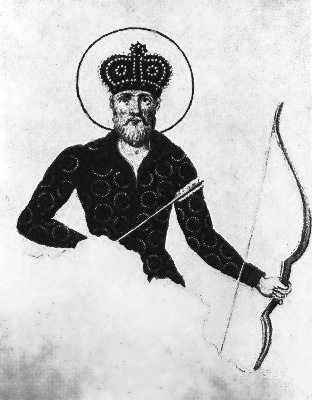
Вахтанг I Горгасал 447-502 Царь Иберии
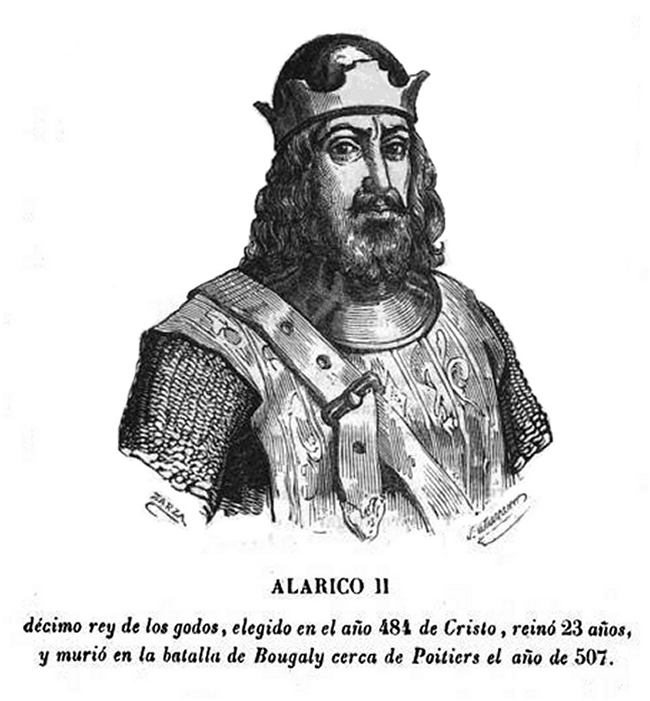
Аларих II 484-507 Король вестготов
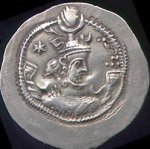
Кавад I 488-496,499-531 Шахиншах Персии
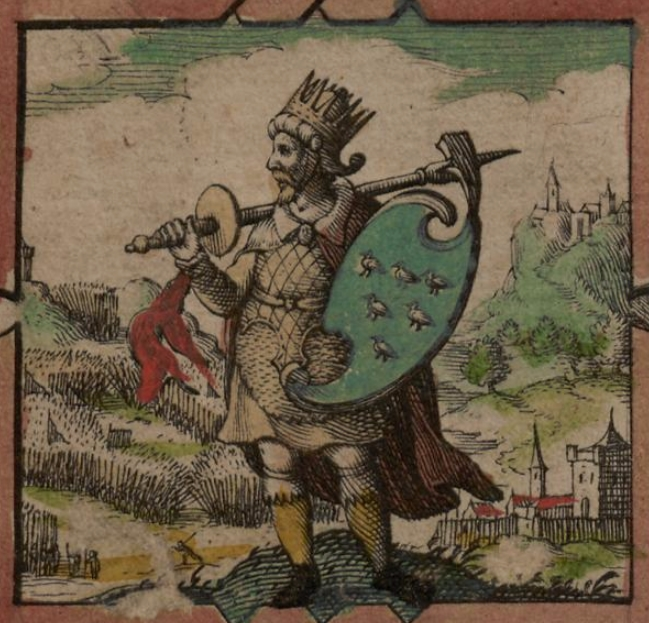
Элла 477-514 Король Сассекса